# Бурак-реїс
Бурак-реїс (тур. Burak Reis; ? — 12 серпня 1499) — османський капітан (реїс) кінця XV століття. Він був одним із найвідоміших османських мореплавців за часів правління султана Баязида II. Брав участь у невдалій єгипетській експедиції османського флоту на чолі з Герсеклі Ахмед-пашою в 1488 році під час Першої османсько-мамелюцької війни. Під час Другої османсько-венеційської війни в 1499 році він загинув, спаливши власний корабель разом з венеційськими кораблями під час переможної для османів морської Битви при Дзонкйо біля південно-західного узбережжя Пелопоннесу.

## Битва при Дзонкйо
Битва при Дзонкйо відбувалась між островом Сапієнца і мисом Дзонкйо протягом декількох днів з 12 по 25 серпня 1499 року під час Другої османсько-венеційської війни 1499—1503 років. Це була перша в історії значна морська битва з використанням кораблів, озброєних гарматами. Османським флотом командував адмірал Кемаль-реїс, венеційським — капітан-генерал Антоніо Грімані.
12 серпня, у найбільш критичний момент битви дві венеційські караки під командуванням Андреа Лоредана (з впливової венеційської родини Лоредан) і Альбана д'Армера взяли на абордаж один з флагманських кораблів османського флоту, який очолював Бурак-реїс. Не в змозі розчепитися з венеційськими кораблями, Бурак-реїс вважав за краще підпалити свій корабель. Від випущених стріл першими загорілися вітрила, потім вогонь перекинувся на сам корабель. Коли вогонь дійшов до запасів пороху для гармат, стався сильний вибух. За словами свідків, вибух був такої сили, що підкинув грот-щоглу корабля в небо, як стрілу. Корабель Бурак-реїса та сусідні венеційські кораблі горіли протягом дня та ночі. Вид трьох палаючих разом великих кораблів серйозно впоинув на бойовий дух венеційців.
Дата цієї події — 5 мухаррама 905 року, тобто 12 серпня 1499 року. Сафаї, який вперше в історії записав цю подію, не стверджує, що Бурак-реїс навмисно героїчно кинувся між венеційських кораблів. Навпаки, він заявляє, що османський корабель потрапив у пастку між двох венеційських кораблів Лоредана та Альбана д'Армера, які, за словами Сафаї, були більші за корабель Бурак-реїса. Після загибелі двох венеційських воєначальників, які, ймовірно, вважали, що корабель Бурак-реїса був флагманським кораблем Кемаль-реїса, османський флот завдав поразки венеційцям.
Ця битва стала першою відкритою морською битвою в історії, яку виграв османський флот. Пізніше острову Сапієнца, біля якого загинув османський флотоводець було надано турецьку назву «острів Бурак-реїса» (тур. Barak Reis Adası).

## В популярній культурі
Бурак-реїс є одним з головних героїв у серіалі «Барбаросса: Меч Середземномор'я», який почав транслюватися на TRT 1 у 2021 році. Його роль зіграв турецький актор Серкан Ергюн.